# Kryder
Christopher Knight (Hertfordshire, 28 de octubre de 1980), conocido por su nombre artístico Kryder, es un DJ, remezclador y productor discográfico británico.
Su álbum más conocido se titula "K2" y su canción original "Aphrodite" lanzada en Axtone Records y su remix de Kölsch ft Troels Abrahamsen 'All That Matters', los cuales alcanzaron el número 1 en la lista Beatport Top 100. También es el dueño de Kryteria Records.
Muchos de sus otros singles también experimentaron un gran éxito: "Treasured Soul" y "Jericho" figuraron muchas semanas entre los primeros 100.

## Premios y nominaciones
| Año  | Premio         | Trabajo nominado                               | Categoría                           | Resultado       |
| ---- | -------------- | ---------------------------------------------- | ----------------------------------- | --------------- |
| 2015 | IDMAs          | Kryder                                         | Mejor DJ progresivo / Electro House | Nominado        |
| 2015 | IDMAs          | Kryder                                         | Mejor artista innovador (solo)      | Nominado        |
| 2015 | DJ Mag         | Kryder                                         | Top 101–150 DJs                     | Ganador         |
| 2016 | IDMAs          | Kryder                                         | Mejor DJ progresivo / Electro House | Nominado        |
| 2016 | IDMAs          | De Puta Madre – Kryder, Tom Staar and The Wulf | Mejor pista de baile latino         | Ganador No. 108 |
| 2016 | DJ Mag         | Kryder                                         | Top 101–150 Djs                     | No. 134         |
| 2017 | 1001Tracklists | Kryder                                         | Top 101 Productores                 | Ganador No. 10  |

## Ranking 101 DJs 1001 Tracklist
| Productor | 2016 | 2017 | 2018 | 2019 | 2020 | 2021 | 2022 |
| --------- | ---- | ---- | ---- | ---- | ---- | ---- | ---- |
| Kryder    | 6°   | 10°  | 40°  | 77°  | 45°  | 3°   | 3°   |

## Discografía

### Álbumes recopilatorios
| Título                                           | Detalles del álbum                                                                                |
| ------------------------------------------------ | ------------------------------------------------------------------------------------------------- |
| God Save the Groove Vol. 1 (Presented by Kryder) | - Lanzamiento: 9 de noviembre de 2018 - Discografía: Kryteria Records - Formato: Descarga Digital |

### Sencillos
- 2011: Me [Máquina Records]
- 2011: K2 [Musical Freedom]
- 2012: Sending Out An S.O.S. (con Danny Howard) [Spinnin Records]
- 2013: Vyper [Cr2 Records]
- 2013: Aphrodite [Axtone Records]
- 2013: Pyrmd [Protocol Recordings]
- 2014: Feels Like Summer (con Still Young and Duane Harden) [Sprs]
- 2014: Fiji [Sprs]
- 2014: Tarzan [Sosumi Records]
- 2014: Big Momma's House (con Tom Staar) [Sosumi Records]
- 2014: Jericho (con Tom Staar) [Size Records]
- 2015: Good Vibes (con The Wulf) [Spinnin Records]
- 2015: Percolator (con Cajmere) [Spinnin Records]
- 2015: Chunk (con Cid) [Free download]
- 2015: Apache (con Dave Winnel) [Size Records]
- 2015: De Puta Madre (con Tom Staar and The Wulf) [Sprs]
- 2016: Crocodile Tears [Axtone Records]
- 2016: Selecta (Chocolate Puma Edit) [Spinnin' Records]
- 2016: The Chant (con Eddie Thoneick) [Cartel Recordings]
- 2016: La Luna (con Hiio) [Sprs]
- 2016: You & Me (con The Cube Guys) [Cartel Recordings]
- 2017: Unity (con Roland Clark) [Sprs]
- 2017: MTV [Musical Freedom]
- 2017: Waves (con Erick Morillo) [Subliminal Recordings]
- 2018: Romani (feat. Steve Angello) [Kryteria Records][9]
- 2018: La Cumbiambera (con Cato Anaya) [Kryteria Records][10]
- 2018: Billionaire (feat. Sam Martin) [Spinnin' Records][11]
- 2019: Get Funky (con Fast Eddie) [Musical Freedom][12]
- 2019: Stay [We Rave You][13]
- 2019: Drumkore [Kryteria Records][14]
- 2020: Rusty Trombone [Spinnin' Records]
- 2020: Waiting On My Love (con Tom Staar feat. Ebson) [Axtone][15]
- 2020: LSD [Musical Freedom][16]

### Remixes
- 2012: Afrojack & Shermanology – "Can't Stop Me" (Kryder & Tom Staar Remix) [Wall Recordings]
- 2013: Nicky Romero vs. Krewella – "Legacy" (Kryder Remix) [Protocol Recordings]
- 2014: Showtek & Justin Prime feat. Matthew Koma – "'Cannonball (Earthquake)" (Kryder Remix) [SPRS]
- 2014: Arno Cost & Norman Doray – "Apocalypse 2014" (Kryder & Tom Staar Remix) [Spinnin' Records]
- 2014: Armin van Buuren – "Ping Pong" (Kryder & Tom Staar Remix) [Armada Music]
- 2014: Kölsch feat. Troels Abrahamsen – "All That Matters" (Kryder Remix) [Axtone Records]
- 2015: L'Tric – "This Feeling" (Kryder Remix) [Neon Records]
- 2015: Michael Calfan – "Treasured Soul" (Kryder & Genairo Nvilla Remix) [Spinnin' Remixes]
- 2015: Sam Feldt feat. Jaya Beach-Robertson – Show Me Love" (Kryder & Tom Staar Remix) [Spinnin' Remixes]
- 2015: Dimitri Vegas & Like Mike vs. Ummet Ozcan – The Hum" (Kryder & Tom Staar Remix) [Smash The House]
- 2015: Tommy Trash feat. JHart – "Wake the Giant" (Kryder & Tom Tyger Remix) [Armada Music]
- 2015: David Guetta feat. Sia and Fetty Wap – "Bang My Head" (Kryder & Dave Winnel Remix) [What A Music]
- 2016: Chicane – "Saltwater" (Kryder Remix) [Xtravaganza]
- 2017: Provenzano & Federico Scavo - "Folegandros" (Kryder Mix) [Cartel Recordings]
- 2018: Nico de Andrea - "The Shape" (Kryder Remix) [Spinnin' Records][17]
- 2018: Benny Benassi – "Everybody Needs a Kiss" (Kryder Remix)[18]
- 2018: Basement Jaxx - "Bingo Bango" (Tom Staar & Kryder Remix) [XL Recordings][19]
- 2019: Lost Frequencies feat. Flynn - "Recognise" (Kryder Remix) [Found Frequencies][20]
- 2020: Grum feat. Natalie Shay - "Afterglow" (Kryder Remix)[21]
- 2020: David Tort - "Afraid of the Dark" (Kryder Remix)[22]